# Kim Jong-il
Kim Jong-il (en chosŏn'gŭl, 김정일; en hancha, 金正日; Viátskoie, Unión Soviética o Monte Paektu, Corea del Norte; 16 de febrero de 1942-Pionyang, 17 de diciembre de 2011) fue un político y militar norcoreano que fue el segundo líder supremo de Corea del Norte desde la muerte de su padre Kim Il Sung en 1994 hasta su muerte en 2011, cuando fue sucedido por su hijo, Kim Jong Un. Posteriormente, Kim Jong Il fue proclamado Secretario General Eterno del Partido del Trabajo de Corea (PTC).
Fue conocido en su país como el «Querido Líder», el «Amado Líder» o el «Gran Dirigente» y en la Constitución como el «Líder Supremo». Como autor teórico, firmó un buen número de obras en las que desarrolló la teoría juche, una doctrina colectivista y nacionalista en el que se ha basado la política de su Estado. Su fecha de nacimiento es día de fiesta nacional.

## Biografía

### Infancia y juventud
Según fuentes occidentales y surcoreanas posiblemente el nombre de nacimiento de Kim Jong-il es Yuri Irsénovich Kim (en ruso: Юрий Ирсенович Ким, Jurij Irsenovič Kim) y habría nacido en un pueblo de Viatskoe (o Viatsk), un campamento militar siberiano cerca de Jabárovsk (en la Unión Soviética). Allí, su padre, Kim Il-sung, era un importante líder de los exiliados coreanos comunistas y comandante de batallón en la 88.ª Brigada Independiente de Fusileros del Ejército Rojo, compuesta por guerrilleros chinos y coreanos. Las mismas fuentes antes citadas afirman que Kim Jong-il nació en realidad el 16 de febrero de 1941, y que posteriormente su año de nacimiento fue ajustado para estar en armonía en términos de décadas con el de su padre, Kim Il-sung.
La biografía oficial de Kim Jong-il mantiene, sin embargo, que nació en un campamento militar de la resistencia coreana contra la ocupación japonesa en el monte Paektu, el 16 de febrero de 1942. Según esta versión, el evento fue presagiado por una golondrina y señalado «con la aparición de una nueva estrella en el cielo y un doble arcoíris sobre la montaña».
La madre de Kim Jong-il fue la primera esposa de Kim Il-sung, la heroína nacional norcoreana Kim Jong-suk. Kim era un niño cuando acabó la Segunda Guerra Mundial y las tropas japonesas se retiraron de Corea. Su padre regresó a Pionyang en septiembre de 1945, y a finales de noviembre volvió a Corea en un barco soviético que atracó en Unggi. La familia fue acogida en la mansión de un antiguo oficial japonés en Pionyang. El hermano más joven de Kim, Kim Shura, murió ahogado allí en 1947. Su madre murió en 1949 a la edad de 31 años, cuando daba a luz a su tercer hijo.
Recibió la educación primaria y secundaria desde septiembre de 1950 hasta agosto de 1960 en la Escuela Namsan de Pionyang. Años después se licenció en Economía Política en la Universidad Kim Il-sung, donde estudió desde septiembre de 1960 hasta marzo de 1964.

### En el Partido

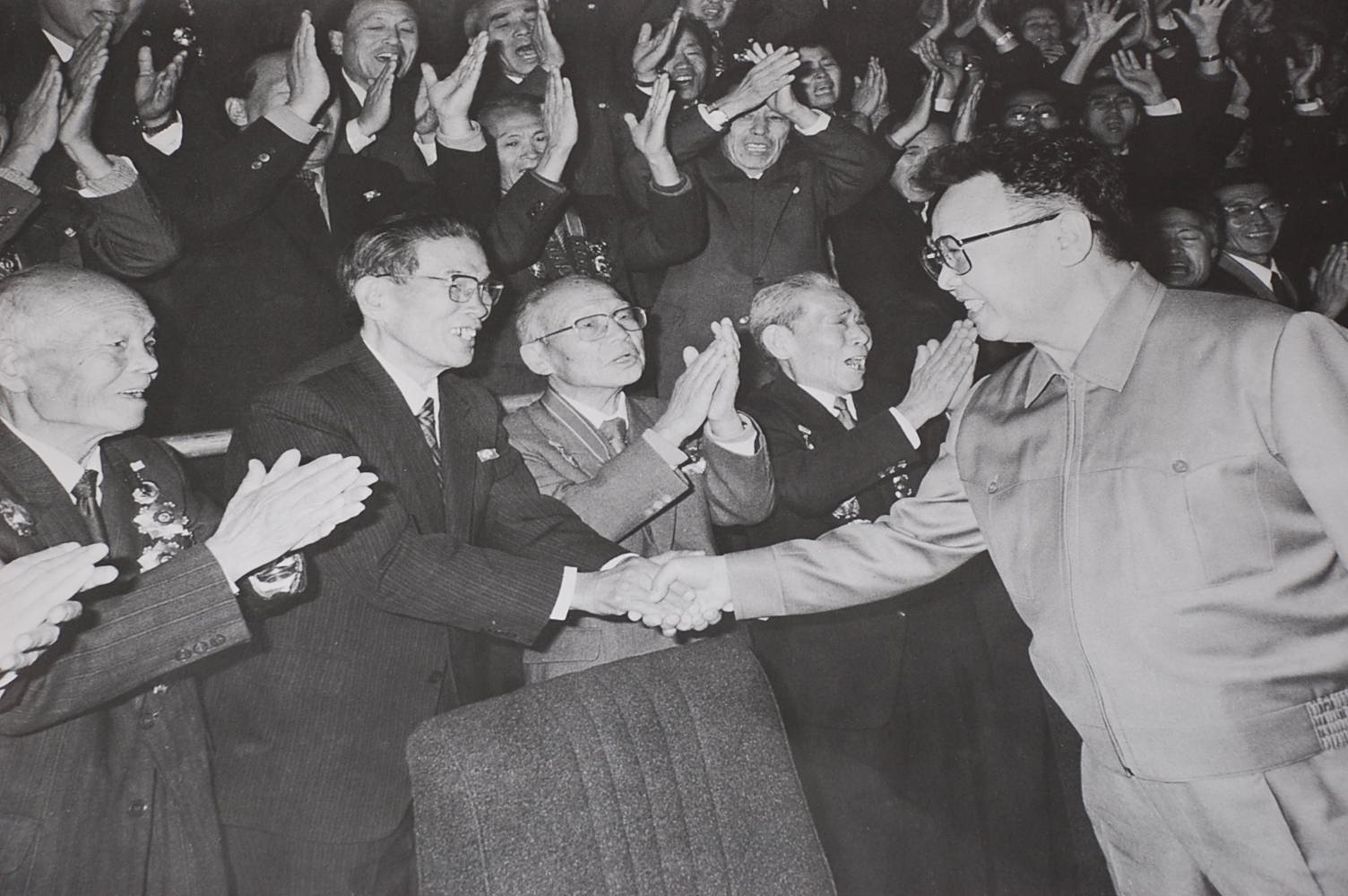
Kim Jong-il en un Congreso del Partido.

Kim Jong-il ingresó en las filas del Partido de los Trabajadores (PTC) el 22 de julio de 1961 en medio de un multitudinario acto. Comenzó a escalar posiciones en el partido tras su graduación: fungió primero como instructor, luego jefe de sección, subjefe y jefe del departamento del Comité Central (CC) del PTC, en un período que va de junio de 1964 a septiembre de 1973.
Fue elegido miembro del CC del Partido en octubre de 1972 y secretario del CC en septiembre de 1973. Fue designado como miembro del Comité Político del CC y sucesor de Kim Il-sung en febrero de 1974.
Finalmente, en octubre de 1980 fue elegido miembro del Presidium del Buró Político del CC, Secretario del CC y miembro de la Comisión Militar Central del Partido.
Durante los siguientes tres lustros ejercería otros cargos, entre ellos el de Ministro de Cultura y Jefe de Operaciones del Partido contra Corea del Sur.
Kim Il-sung, mientras tanto, había vuelto a casarse y tenía otro hijo, Kim Pyong-il, provocando una rivalidad intensa entre Kim Jong-il y su medio hermano más joven. Kim Pyong-il posteriormente fue trasladado a una serie de embajadas distantes para mantener a los dos hermanos aislados. Kim Pyong-il fue enviado más tarde a Hungría como embajador. Esto fue probablemente porque Kim padre no quería una lucha por el poder entre sus dos hijos. Para aclarar el espinoso asunto, en 1980, durante el sexto congreso del Partido de los Trabajadores, fue confirmado como sucesor de su padre en detrimento de su hermanastro menor, Kim Pyong-il.
En el período de febrero de 1982 a septiembre de 2003 fue elegido diputado a la Suprema Asamblea del Pueblo para sus VII-XI Legislaturas.
En este tiempo Kim empezó a ser conocido como el Querido/Amado Líder y el gobierno comenzó a construir un culto a la personalidad alrededor de él igual que con su padre, el Gran Líder. Kim Jong-il con regularidad fue aclamado por los medios de comunicación como el líder incomparable y el gran sucesor de la causa revolucionaria. Surgió como la figura más poderosa detrás de su padre en el Estado.
Fue elegido como primer vicepresidente del Comité de Defensa Nacional en la Primera Sesión de la IX Legislatura de la Asamblea Popular Suprema efectuada en mayo de 1990. En diciembre de 1991 fue nombrado Comandante Supremo del Ejército Popular de Corea. Ya que el Ejército es el verdadero centro de poder en Corea del Norte, este era un paso fundamental. Parece que el veterano ministro de defensa Ah Jin-wu, uno de los subordinados más leales de Kim Il-sung, procuró la aceptación de Kim Jong-il en el entramado del Ejército como el siguiente líder de la República Democrática Popular de Corea, a pesar de su carencia de servicio militar.[cita requerida] El otro posible candidato, el primer ministro Kim Il (sin relación de parentesco), fue destituido en 1976. En 1992, Kim Il-sung declaró públicamente que su hijo era responsable de todos los asuntos internos en el país.
Antes de los años 1980, Corea del Norte estaba en una profunda crisis económica debido al elevado gasto militar y el bloqueo económico.
Corea del Sur acusó a Kim de ordenar en 1983 el atentado con bomba de Rangún, Birmania (ahora Yangôn, Birmania), que mató a 17 funcionarios surcoreanos que estaban de visita, incluyendo a cuatro miembros del gobierno, y otro en 1987 que mató 115 personas que iban a bordo del vuelo 858 de Korean Air. Un agente norcoreano confesó la colocación de una bomba en el segundo caso.

## Líder de Corea del Norte

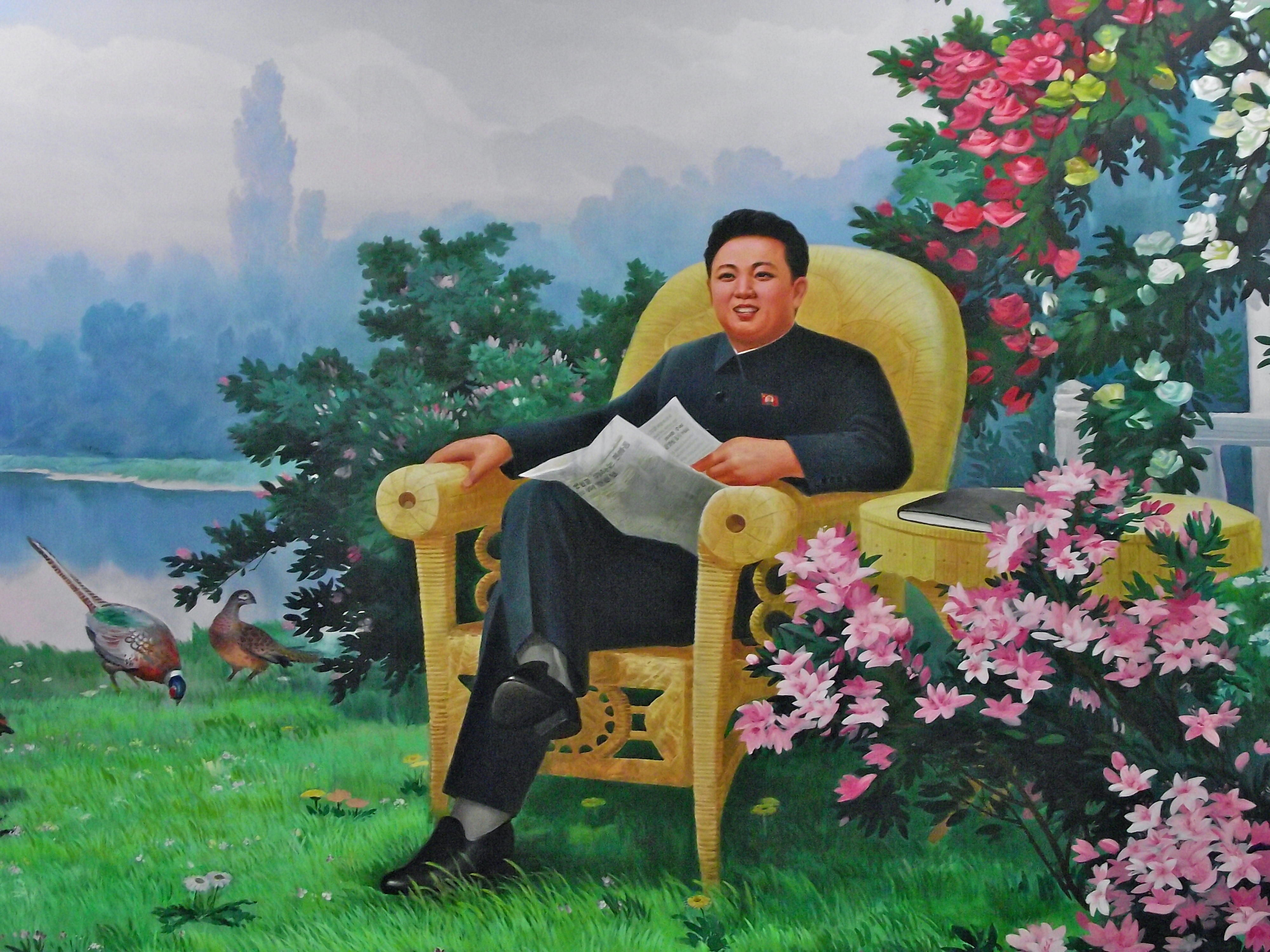
Retrato idealizado de Kim Jong Il

Kim Il-sung murió en 1994 a los 82 años, y Kim Jong-il fue elegido por la Asamblea Popular Suprema como jefe de Estado. Aunque el cargo de presidente fuera dejado vacante, y parezca haber sido suprimido en recuerdo a la memoria de Kim Il-sung, Kim fue elegido como secretario general del Partido y presidente de la Comisión de Defensa Nacional, por lo tanto fue el verdadero líder de Corea del Norte, hasta el momento de su fallecimiento; consecuentemente su hijo menor Kim Jong-un fue proclamado líder supremo, presidente de la Comisión de Defensa Nacional, comandante supremo del Ejército Popular y secretario general del Partido de los Trabajadores de Corea, convirtiéndose así en el Nuevo y absoluto líder de la República.

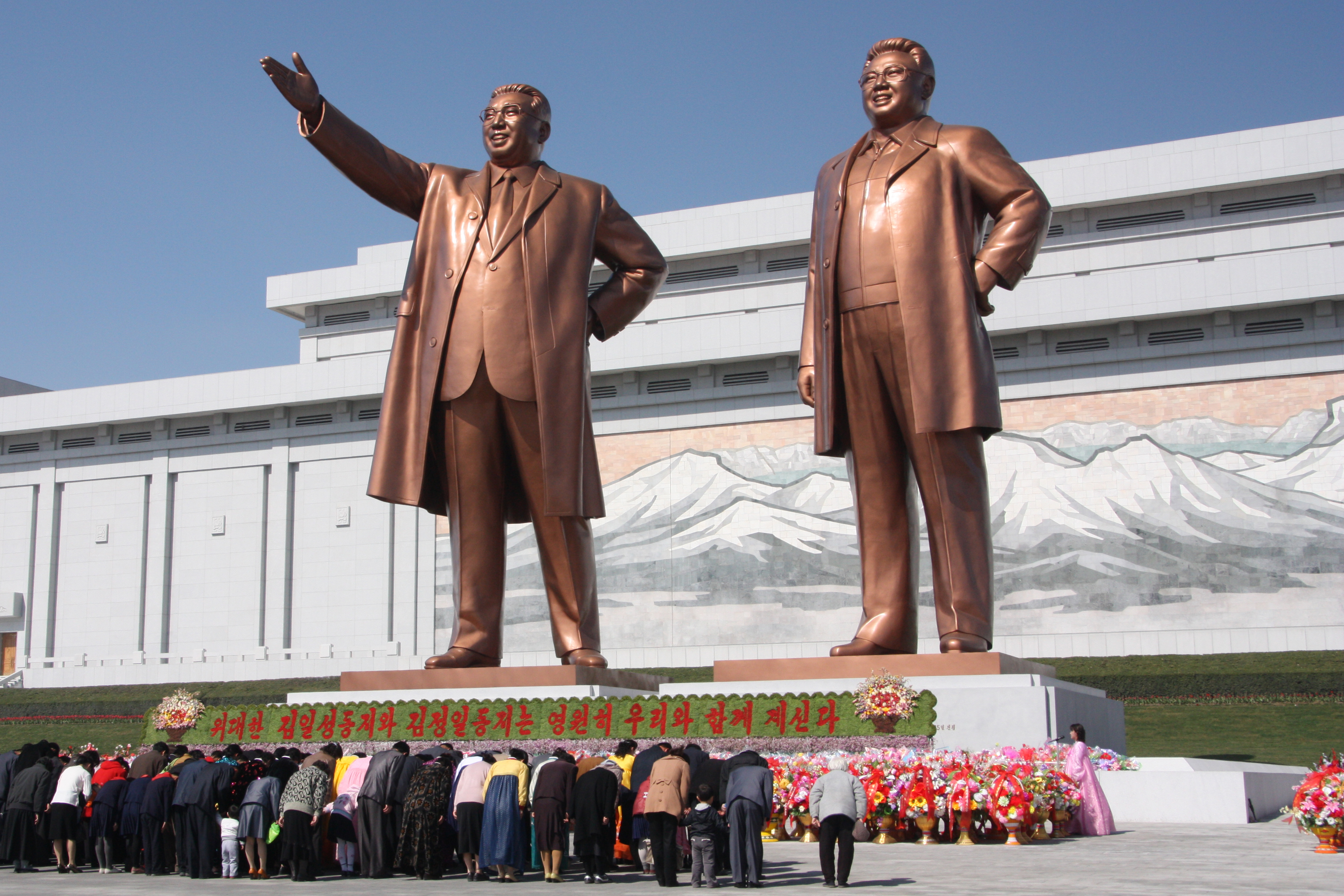
Los norcoreanos se inclinan ante las estatuas de Kim Jong Il y su padre, Kim Il Sung, en el Gran Monumento de Mansu Hill

Con un ambiente hostil internacional, y los desequilibrios estructurales producidos a lo largo de décadas a causa de asignar demasiados recursos al sector de defensa, así como al bloqueo económico, Corea del Norte no ha renunciado al elevado gasto militar ni a su programa nuclear, por considerarlo la única manera de garantizar la independencia del país y la ausencia de ataques extranjeros.
Respecto a la política interna, Kim dio muestras ocasionales de favorecer reformas económicas similares a aquellas realizadas en China por Deng Xiaoping, y en visitas a China expresó su admiración por el progreso económico de China. Pero en su país siguió defendiendo la planificación económica de manera firme. Tampoco tuvo la intención de considerar la descolectivización de la agricultura, que era la base de las reformas de Deng. En cualquier caso, se introdujeron reformas en una línea similar a la de la economía china, como la colaboración con Corea del Sur en la Zona Industrial Kaesong. Asimismo el país estuvo dispuesto a permitir la entrada de capital extranjero, lo cual se materializó en marzo de 2006 en un gran viaje de negocios para inversores.
En el lapso de tiempo que coincide con la visita de Kim Dae-jung a su vecino del norte, la República Democrática Popular de Corea introdujo un gran número de cambios económicos, incluyendo aumentos de salario. Algunos analistas[cita requerida] dijeron que estas medidas fueron tomadas para incrementar la producción y hacerse con el control del mercado negro, y posiblemente presagiaron una reforma integral hacia el mercado del sistema planificado. Kim anunció proyectos para importar y desarrollar nuevas tecnologías y tenía ambiciones de desarrollar una emergente industria de software.
Kim Jong-il ostentó firmemente el control de Corea del Norte, y preparó a su hijo, Kim Jong-chul, para que hubiera sido candidato a la jefatura del Estado. Su hijo mayor, Kim Jong-nam, parecía ser otro candidato posible, pero ello se fue al traste después de haber sido detenido en 2001 en el Aeropuerto Internacional de Narita, cerca de Tokio, viajando con un pasaporte falsificado.
La RPDC no parecía estar en peligro inminente de colapso, a pesar de sus dificultades internacionales y económicas. En estas circunstancias, Kim pudo mantenerse en el poder indefinidamente conservando el apoyo del ejército.
El 22 de abril de 2004 se produjo una gran explosión en la estación de tren de Ryongchŏn, varias horas después de que el tren en el que Kim volvía de su visita a China pasara por dicha estación. Al principio se dijo que la explosión fue causada por un fallo eléctrico; sin embargo, los reportajes surcoreanos sugieren que hay pruebas para pensar que el incidente pudo haber sido una tentativa de asesinato. Considerando el aislamiento del régimen norcoreano, es difícil de confirmar o refutar esta posibilidad.
En noviembre de 2004, la agencia de noticias ITAR-TASS publicó unos informes de que algunos diplomáticos anónimos extranjeros en Pionyang habían observado la retirada de los retratos de Kim Jong-Il en todo el país. El gobierno norcoreano negó enérgicamente estos informes. Radiopress, la agencia de radio japonesa, relataba más tarde ese mismo mes que algunos medios de comunicación norcoreanos habían dejado de referirse a Kim honoríficamente como Querido/Amado Líder y que en cambio la agencia de difusión coreana central y otros medios de comunicación habían estado describiéndolo simplemente como el secretario general del Partido de los Trabajadores de Corea, presidente de la República Democrática Popular de Corea, la Comisión de Defensa Nacional y el comandante supremo de la Milicia Nacional Coreana. No se sabía si la posible reducción del culto a la personalidad de Kim indicaba una lucha dentro del mando norcoreano o si solo se trataba de una tentativa deliberada por Kim para moderar su imagen en el mundo exterior o si algo de esto sucedió.

### Políticas económicas
La economía de Corea del Norte tuvo problemas durante la década de 1990, principalmente debido a la mala gestión. Además, Corea del Norte experimentó graves inundaciones a mediados de la década de 1990, exacerbadas por la mala gestión de la tierra.
Esto, sumado al hecho de que solo el 18 % de Corea del Norte es tierra cultivable condujo a una hambruna severa y dejó a Corea del Norte económicamente devastada. Frente a un país en decadencia, Kim adoptó la política Songun para fortalecer el país y reforzar el régimen. A escala nacional, el Ministerio de Relaciones Exteriores de Japón reconoce que esto ha resultado en una tasa de crecimiento positiva para el país desde 1996, con la implementación de "prácticas económicas de mercado históricas de tipo socialista" en 2002, manteniendo el Norte a flote a pesar de una continua dependencia de ayuda exterior para alimentos.
A raíz de la devastación de la década de 1990, el gobierno comenzó a aprobar formalmente algunas actividades de trueque y comercio a pequeña escala. Como observó Daniel Sneider, director asociado de investigación en el Centro de Investigación de Asia y el Pacífico de la Universidad de Stanford, este coqueteo con la economía de mercado fue "bastante limitado, pero, especialmente en comparación con el pasado, ahora hay mercados notables que crean la apariencia de un sistema de mercado libre".
En 2002, Kim declaró que "el dinero debería ser capaz de medir el valor de todas las mercancías" Estos gestos hacia la reforma económica reflejan acciones similares tomadas por Deng Xiaoping de China a fines de la década de 1980 y principios de la de 1990. Durante una rara visita en 2006, Kim expresó su admiración por el rápido progreso económico de China.
Una devaluación fallida del won norcoreano en 2009, iniciada o aprobada personalmente por Kim, provocó un breve caos económico y puso al descubierto la vulnerabilidad del tejido social del país frente a la crisis.

### Relaciones internacionales
El gobierno de Kim Jong-il hizo algunos esfuerzos para mejorar sus relaciones con Corea del Sur, y con la elección de Kim Dae-jung como presidente surcoreano en 1997 se inició una oportunidad para comenzar a negociar. En junio de 2000 hubo una reunión de alto nivel, la primera entre los líderes de las dos Coreas, y parecía que empezaba un deshielo en las relaciones, siendo posible que se enviara ayuda surcoreana al Norte, e inversión del Sur en el Norte. Pero ambos líderes fueron posteriormente incapaces de reconocer cualquier mejora sustancial (a diferencia de lo meramente simbólico) en sus relaciones.
La relación de Kim con Estados Unidos siempre fue difícil. Durante la administración de Bill Clinton, la Secretaria de Estado Madeleine Albright visitó Pionyang (2000), y consiguió la promesa de Kim que la República Democrática Popular de Corea no continuaría con su programa nuclear si EE. UU. accedía a suministrar a Corea del Norte otros medios energéticos. Este trato nunca se llevó a cabo: la República Democrática Popular de Corea siguió desarrollando capacidades nucleares, y EE. UU. nunca pagó un sustituto de la energía nuclear. La administración de George W. Bush adoptó una postura más dura hacia el país, acusándolo de chantaje nuclear. Bush declaró a la República Democrática Popular de Corea de ser parte del Eje del mal, junto con Irán e Irak. El gobierno chino ha intentado mediar entre ambos estados.

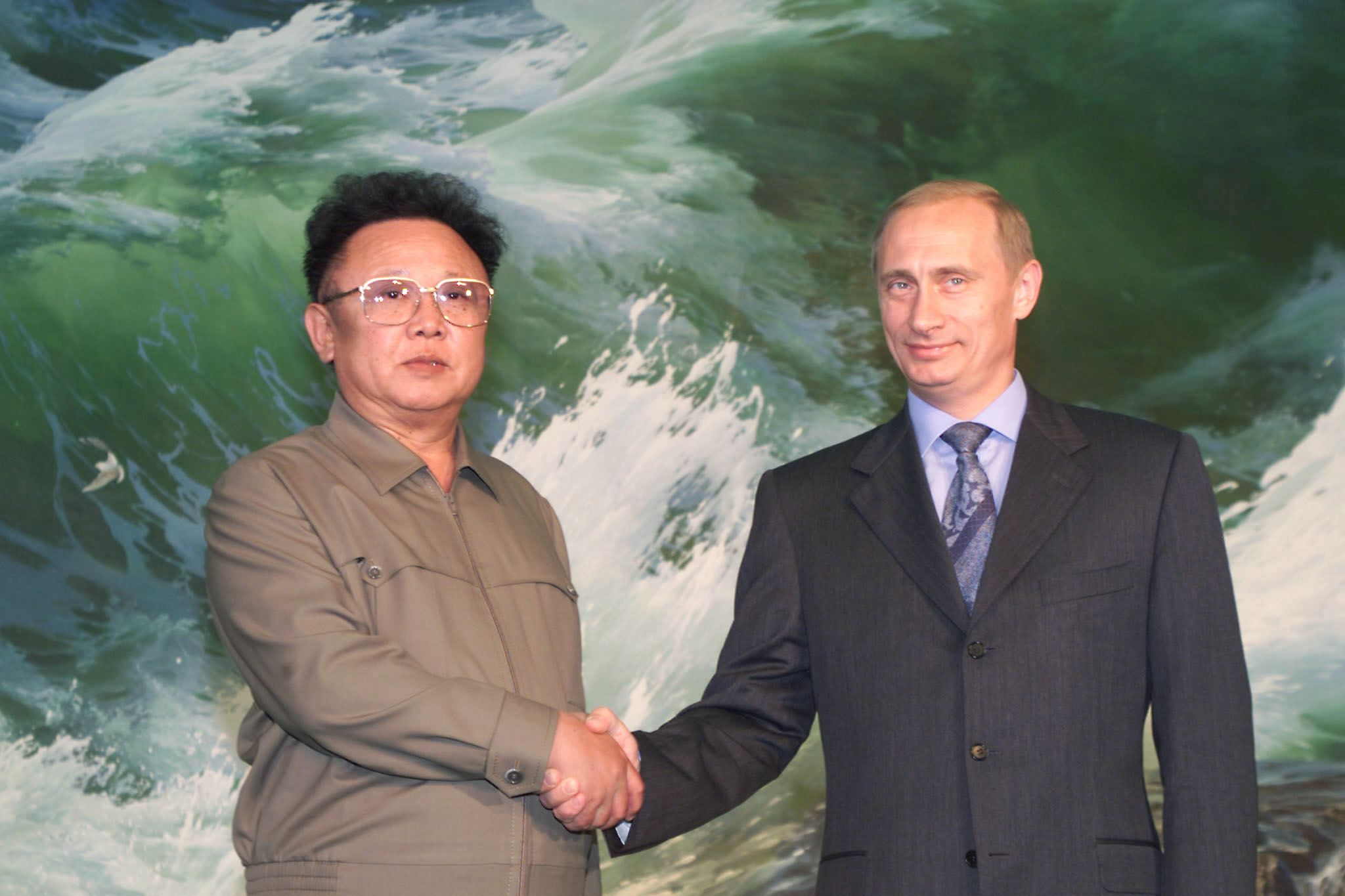
Kim Jong-il con el presidente ruso Vladímir Putin en 2000

En abril de 2004 Kim hizo una visita no oficial a Pekín (aunque las noticias de la visita se filtraran) y se entrevistó con los líderes chinos que trataron de persuadirlo de que una invasión estadounidense de Corea del Norte era improbable y que debería dejar el programa de armas nucleares.
A pesar de que hubo esperanzas con la reanudación de las conversaciones a seis bandas sobre el desarme norcoreano, en febrero de 2005 Kim pilló por sorpresa a la comunidad internacional con el anuncio de que Corea del Norte poseía ya un arsenal nuclear, en el año 2007 anunció la realización de su primera prueba atómica, siendo condenado tal hecho por varios gobiernos del mundo incluyendo su benefactor y vecino del norte, República Popular China. En mayo de ese mismo año 2007, se filtraron informaciones de los servicios de inteligencia de Corea del Sur, sobre una supuesta grave enfermedad en el corazón del líder norcoreano.
En la Cumbre intercoreana de octubre de 2007 firmó, junto al Presidente de Corea del Sur, la Declaración de Paz y Prosperidad por la que ambos países se comprometían a poner fin al armisticio de la guerra de Corea mediante la firma de un tratado de paz, así como a desistir del programa de armamento nuclear norcoreano.

## Muerte

Retrato oficial de Kim, publicado después de su muerte.

Se informó que Kim Jong-il había muerto a los 69 años de un posible ataque al corazón el 17 de diciembre de 2011 a las 8:30 a. m. mientras realizaba un viaje en tren a las afueras de la capital, Pionyang. Sin embargo, se informó en diciembre de 2012 que había muerto "en un ataque de ira" debido a las fallas de construcción en el proyecto de una planta de energía eléctrica en Huichon en la provincia de Jagang. La televisión estatal norcoreana notificó el 19 de diciembre de 2011 que el féretro de Kim Jong-il permanecería en la entrada del Palacio Memorial de Kumsusan hasta el 28 de diciembre, en el cual se llevó a cabo su funeral, y al término de los Funerales Oficiales y honores correspondientes, su cuerpo fue homenajeado en Magno Cortejo Fúnebre y actualmente yace en el interior de ese palacio.
El 29 de diciembre, al finalizar las exequias y honores, Kim Yong-nam, presidente de la Asamblea Suprema del Pueblo, confirmó a Kim Jong-un como líder nacional, al pronunciar el siguiente discurso en la Gran Plaza de Pionyang: “El hecho de que él haya solucionado totalmente el asunto de la sucesión es el logro más noble del Gran Camarada Kim Jong-il”.
“El respetado Camarada Kim Jong-un es el líder supremo de nuestro partido, nuestras fuerzas armadas y nuestro país que hereda la ideología, el liderazgo, el carácter, las virtudes, el coraje y el valor del gran camarada Kim Jong-il...”, dijo Kim Yong-nam, considerado el jefe de Estado simbólico de Corea del Norte.
La muerte de Kim Jong-il provocó escenas de dolor colectivo en las que se vio a gran cantidad de norcoreanos llorando desconsoladamente. Posteriormente, la cadena de noticias Russia Today publicó un artículo diciendo que aquellos que no demostraron suficientes muestras de dolor (en un contexto en el que se informaba que, incluso, los mismos pájaros lloraban de dolor por la pérdida del líder), se enfrentaban a condenas de hasta 6 meses de trabajos correccionales, además de sesiones de escarnio público que se llevaron a cabo entre diciembre de 2011 y enero de 2012.
Póstumamente se le otorgó el título honorífico de generalísimo, acorde a sus servicios al país y su política antiimperialista, así como también se inauguró la primera estatua de bronce con su imagen junto a una similar de su padre, y se conmemoró su 70 º cumpleaños con un acto ceremonial donde asistieron desde miembros del Partido de los Trabajadores de Corea y cuerpo del ejército, hasta funcionarios públicos, trabajadores y organizaciones sociales.

## Vida personal

### Familia

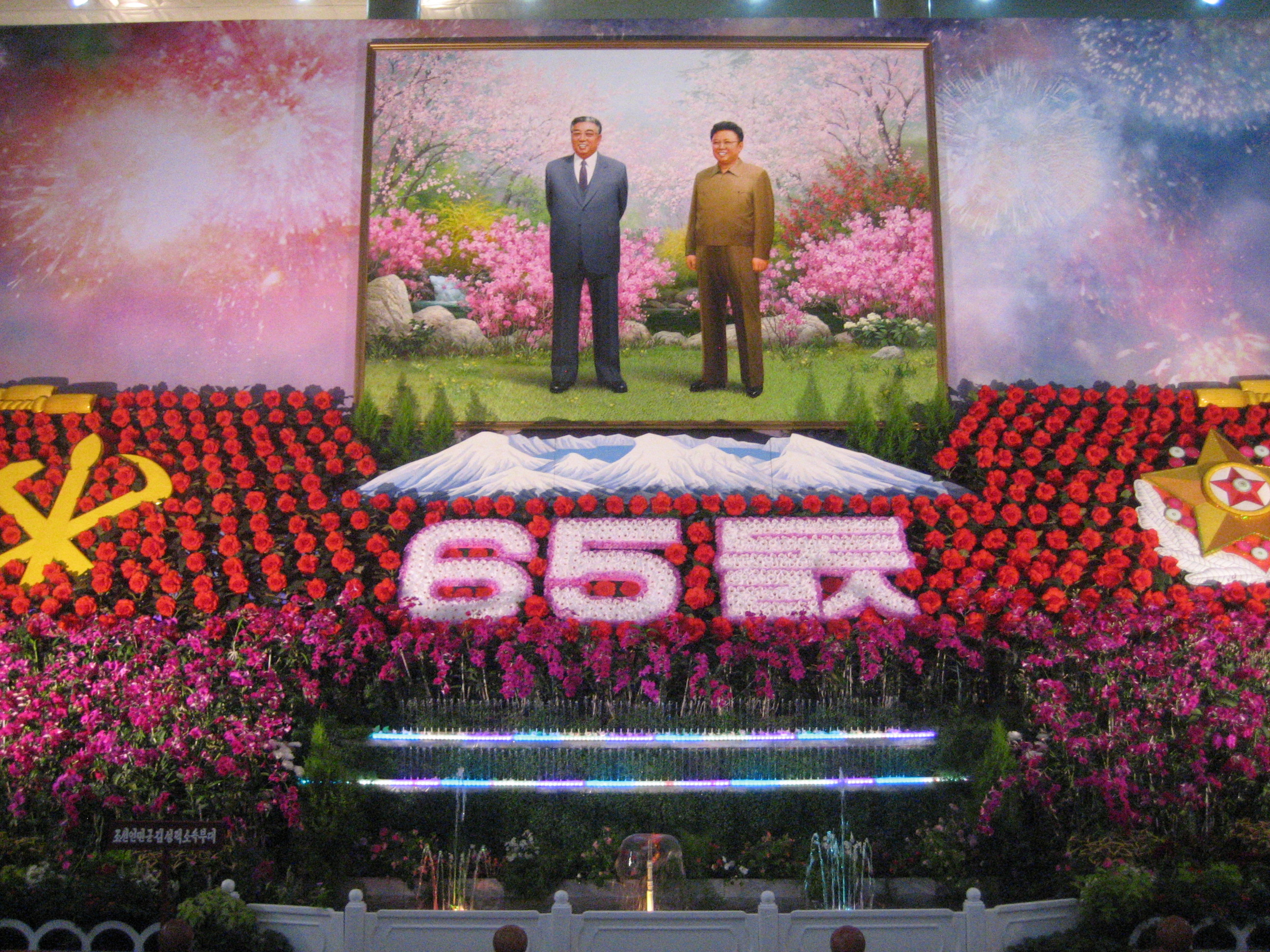
Retratos de Kim Jong-il y su padre Kim Il-sung.

Las historias de que Kim ha tenido cuatro mujeres no parecen ser verdaderas: estuvo legalmente casado con Kim Yong-suk, una esposa que según se informa, habría sido escogida para él por Kim Il-sung, aunque estuvieron alejados durante algunos años. Kim tuvo una hija de ella, Kim Sul-song (nacida en 1974). Sin embargo tuvo varias relaciones con otras mujeres. Su hijo mayor, Kim Jong-nam, nació de una de estas relaciones, con Song Hye-rim en 1971. Su compañera sentimental más reciente (descrita a veces como una amante, a veces como una esposa) era Ko Yong-hee, con quien tuvo otro hijo, Kim Jong-chul, nacido en 1981 o 1982, y se dice que es su segundo hijo. En agosto de 2004, los medios de comunicación occidentales alentaron rumores que Ko recientemente había muerto a la edad de 51 años de cáncer, y a consecuencia de ello, Kim habría entrado en el aislamiento y posiblemente habría caído en una profunda depresión desde la muerte de Ko, pero esto fue negado por el gobierno.
Entre las distinciones recibidas por Kim Jong-il están el título de Mariscal de la República Popular Democrática de Corea en abril de 1992; el título de Héroe de la RPDC tres veces (1975, 1982 y 1992), la "Orden de Kim Il-sung" tres veces (1978, 1982 y 1992), el "Premio Kim Il-sung" en febrero de 1973 y otras numerosas órdenes y medallas, títulos honorarios, títulos de profesor y doctorados honorarios de varios países.

### Personalidad

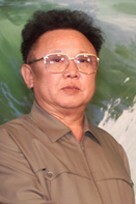
Kim Jong-il en el año 2000

Al igual que su padre, Kim tenía miedo a volar y siempre viajaba en trenes blindados privados para visitas de estado a Rusia y China. La BBC informó que Konstantin Pulikovsky, un emisario ruso que viajó con Kim a través de Rusia en tren, les dijo a los periodistas que Kim tenía langostas vivas transportadas por aire al tren todos los días y se las comía con palillos de plata.
Se decía que Kim era un gran aficionado al cine y poseía una colección de más de 20.000 cintas de vídeo y DVD. Sus franquicias de películas favoritas reportadas incluyen "James Bond", "Viernes 13", "Rambo", "Godzilla", "Otoko wa Tsurai yo" y el cine de Hong Kong, con Sean Connery y Elizabeth Taylor siendo sus actores masculinos y femeninos favoritos. También se decía que Kim era fanático de las comedias, inspirado por su énfasis en el espíritu de equipo y un proletariado movilizado.
En 2006, participó en la producción de la película basada en la doctrina Juche llamada "The Schoolgirl's Diary", que mostraba la vida de una niña cuyos padres son científicos. La ACNC dando informe de noticias que indica que Kim "mejoró su guión y guió su producción". Aunque Kim disfrutó de muchas formas extranjeras de entretenimiento, según un ex guardaespaldas suyo Lee Young Kuk, se negó a consumir cualquier alimento o bebida que no se produjera en Corea del Norte, con la excepción del vino de Francia.

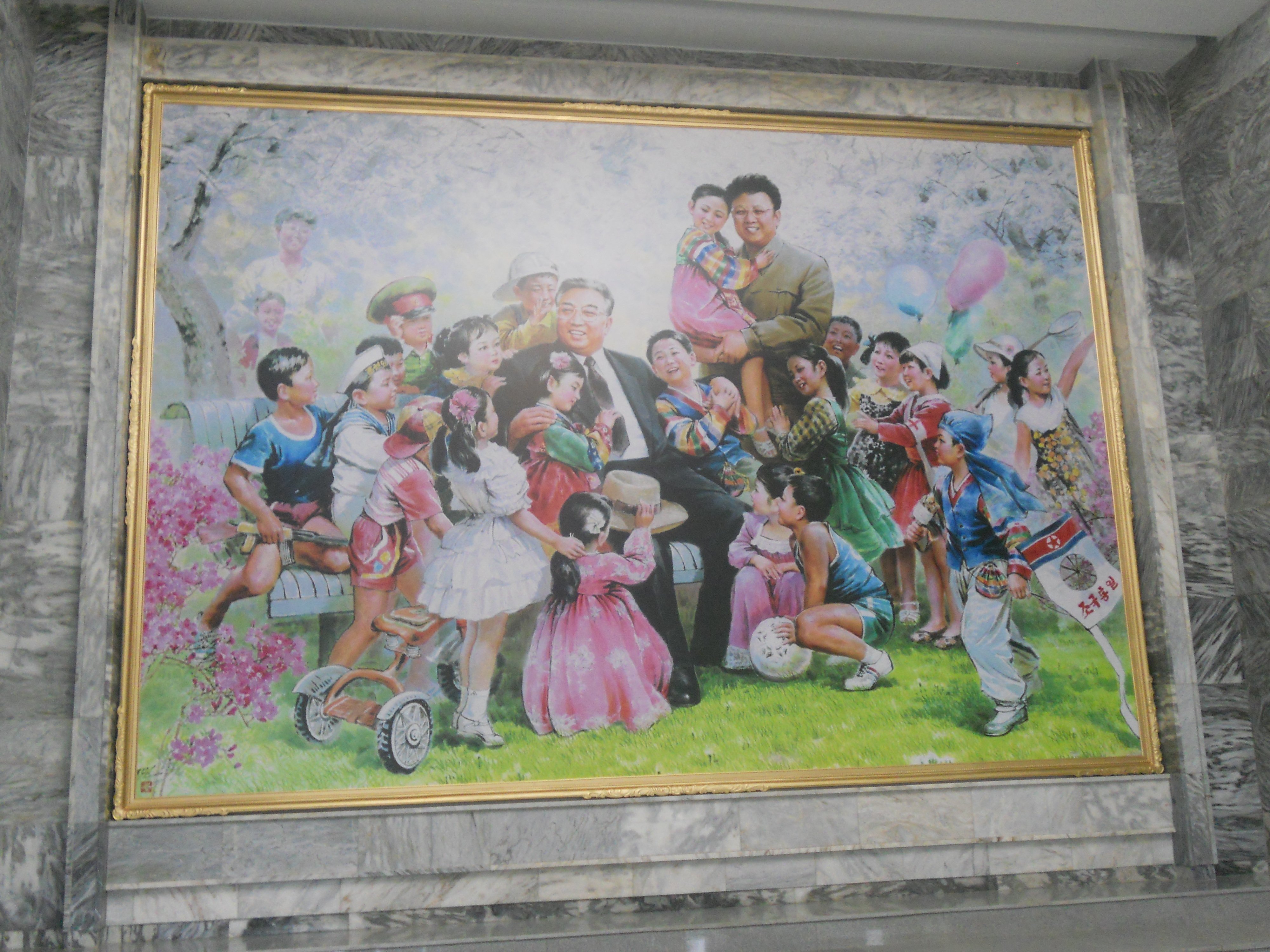
Kim Jong Il y su padre Kim Il Sung

Según los informes, Kim era un gran fan del baloncesto. La ex Secretaria de Estado de los Estados Unidos Madeleine Albright finalizó su cumbre con Kim entregándole un balón de baloncesto de la NBA firmado por la leyenda Michael Jordan. Su biografía oficial también afirma que Kim compuso seis óperas y disfrutó de la puesta en escena de elaborados musicales.
El enviado especial de Estados Unidos para las conversaciones de paz de Corea, Charles Kartman, que participó en la cumbre de Madeleine Albright de 2000 con Kim, caracterizó a Kim como un hombre razonable en las negociaciones, al grano, pero con sentido del humor y personalmente atento a la gente. También hay que recalcar que muchos concluyen que las características de antisocial y introvertido de Kim, como su valentía frente a las sanciones y el castigo, sirvieron para dificultar extraordinariamente las negociaciones.
Los desertores afirmaron que Kim tenía 17 palacios y residencias diferentes en todo Corea del Norte, incluido un complejo privado cerca de la Monte Baekdu, un albergue junto al mar en la ciudad de Wonsan, y Residencia Ryongsong, un palacio complejo al noreste de Pionyang rodeado de múltiples líneas de vallas, búnkeres y defensa antimisil.

### Héroe de la República

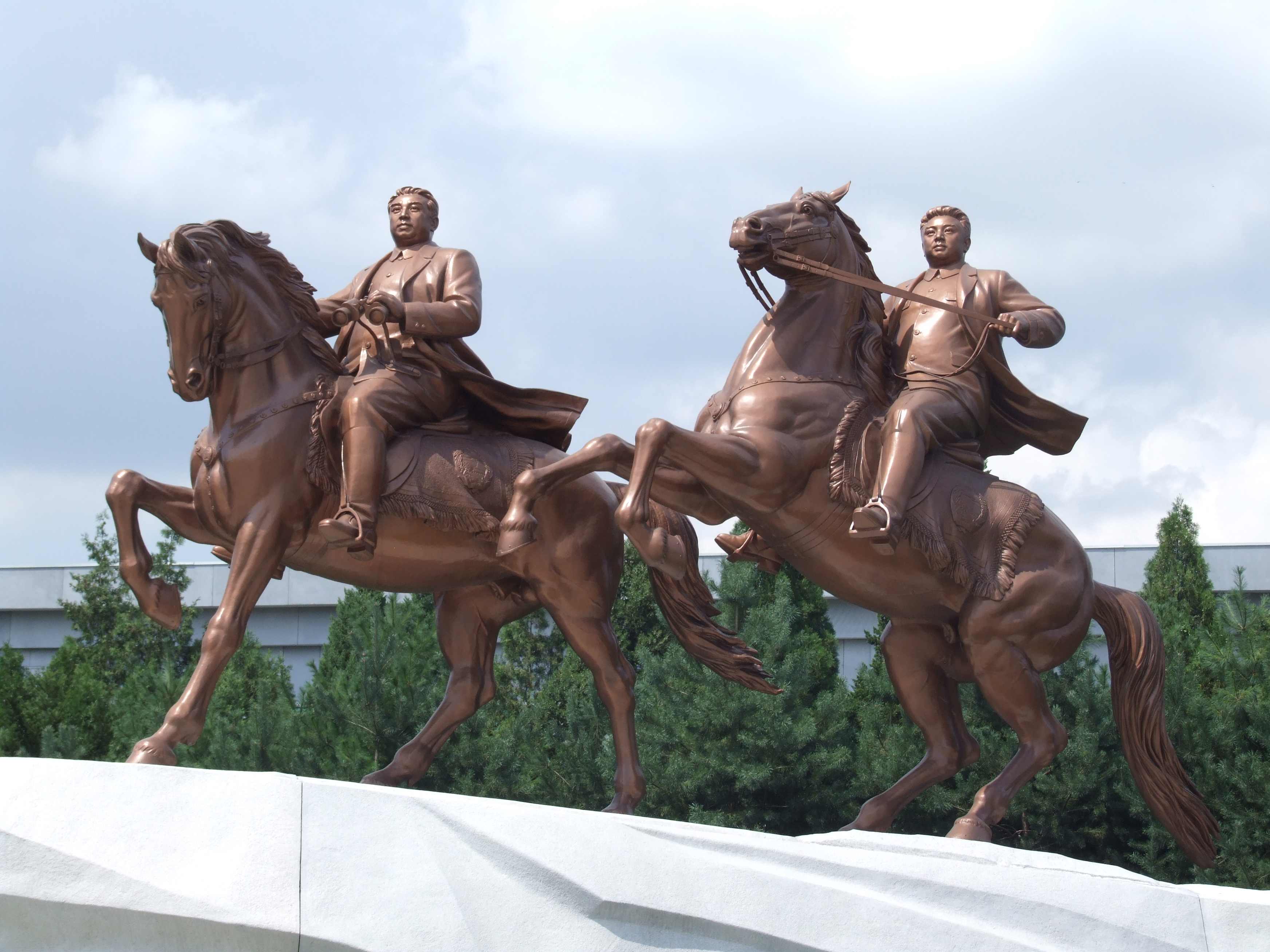
Estatua de los Kim montando caballos en Pionyang

El Presidium de la Asamblea Popular Suprema de la RPD de Corea publicó el 19 de diciembre el decreto 2045, que otorgó el título de Héroe de la República a Kim Jong Il, secretario general del Partido del Trabajo de Corea, presidente del Comité de Defensa Nacional de la RPDC y comandante supremo del Ejército Popular de Corea.
El documento destacó que Kim Jong-il había hecho imperecederos méritos revolucionarios ante la patria y pueblo, ante la historia y época conduciendo con sagacidad al Partido, el ejército y el pueblo en decenas de años desde su incorporación temprana a la revolución. Lo ensalzó calificándolo como eminente ideólogo y teórico, gran figura política de nuestro tiempo, general de Songun que se honorífica con el nombre de monte Paektu, patriota sin par y generoso padre del pueblo.
Se le otorga, declara, el título de Héroe de la República Popular Democrática de Corea y Medalla Estrella de Oro y Orden Bandera Nacional de primera clase adjuntas como reflejo del unánime deseo de todos los miembros del Partido, oficiales y soldados del Ejército Popular y el resto del pueblo y en reconocimiento a sus enormes hazañas perennes realizadas en su gloriosa lucha de medio siglo por la revolución coreana y por el triunfo de la causa de la humanidad por la independencia.
También en febrero de 2012, el gobierno de Corea del Norte creó la Orden de Kim Jong-il en su honor y le concedió a 132 personas por servicios en la construcción de una "nación socialista próspera" y para aumentar las capacidades de defensa.

## Críticas
Kim Jong-il ha sido centro de críticas por parte de gobiernos y ONG de distintos lugares del mundo, llegando a ser tildado de dictador estalinista. En concreto, se acusa a su régimen de violaciones de derechos humanos, así como de fabricar armamento nuclear contraviniendo tanto la legislación internacional (Tratado de no proliferación nuclear) como su propio compromiso de hacer de la Península de Corea zona libre de armas nucleares. Los medios occidentales insisten en la existencia de campos de concentración, como el de Hoeryong ("campo 22"), que vendría a ser el campo de concentración más grande de Corea del Norte. En él están presos hasta 50 000 hombres, mujeres y niños acusados de crímenes políticos. Según el diario británico The Guardian allí se cometerían graves violaciones de los derechos humanos como el asesinato de niños nacidos de prisioneras.
Los medios también se hicieron eco de los caros gustos de Kim. En el marco del embargo comercial de artículos de lujo con Corea del Norte puesta en marcha por las Naciones Unidas en respuesta a las pruebas nucleares de dicho país en octubre de 2006, Reuters publicó que:

Nadie disfruta de bienes de lujo más que el líder Kim Jong-il, que se jacta de tener la mejor bodega del país con espacio para 10 000 botellas. Kim siente predilección por exquisiteces como el caviar, que le traen de Irán; la langosta, y el mejor sushi, que hace traer en avión desde Japón para él.

La CNN dijo que sus gastos anuales de coñac de la marca Hennessy ascendían a un total de US$ 700 000, mientras que el norcoreano promedio gana el equivalente a unos US$900 al año. Existe una variedad de begonia bautizada en su honor como "kimjongilia".
Con el paso de los años en el poder fue en aumento desde medios oficiales un culto, como ya sucediera con su padre, a cuanto rodeaba su persona en forma de monumentos, desfiles, retratos y pines. Sus cumpleaños, denominados "Días del Sol", son motivo de celebraciones fastuosas (según la BBC en 2002 se reunieron más de 10 000 jóvenes para participar en un espectáculo en su honor) en los que los ciudadanos reciben doble ración de comida por parte de las autoridades.
Según antiguos periodistas exiliados los estudiantes de las escuelas de periodismo aprenden a emplazar los artículos concernientes a Kim Jong-il delante de cualquier otra información y siguen regularmente cursos sobre las grandes obras de Kim Jong-Il y Kim Il-Sung.

## Ascendencia
|                |                |                |                |                |                |              |              |              |              |              |              |              |              |              |              |              |              |             |             |               |               |               |               |               |               |              |              |              |              |              |              |              |              | Kim Bo-hyon   |               |               |               |               |               |               |               |               |               |               |               |              |              |                 |                 |                 |                 |                 |                 |             |             |              |              |              |              |              |              |
|                |                |                |                |                |                |              |              |              |              |              |              |              |              |              |              |              |              |             |             |               |               |               |               |               |               |              |              |              |              |              |              |              |              |               |               |               |               |               |               |               |               |               |               |               |               |              |              |                 |                 |                 |                 |                 |                 |             |             |              |              |              |              |              |              |
|                |                |                |                |                |                |              |              |              |              |              |              |              |              |              |              |              |              |             |             |               |               |               |               |               |               |              |              |              |              |              |              |              |              | Kim Hyŏng-jik | Kim Hyŏng-jik | Kim Hyŏng-jik | Kim Hyŏng-jik | Kim Hyŏng-jik | Kim Hyŏng-jik |               |               | Kang Pan-sok  | Kang Pan-sok  | Kang Pan-sok  | Kang Pan-sok  | Kang Pan-sok | Kang Pan-sok |                 |                 |                 |                 |                 |                 |             |             |              |              |              |              |              |              |
|                |                |                |                |                |                |              |              |              |              |              |              |              |              |              |              |              |              |             |             |               |               |               |               |               |               |              |              |              |              |              |              |              |              | Kim Hyŏng-jik | Kim Hyŏng-jik | Kim Hyŏng-jik | Kim Hyŏng-jik | Kim Hyŏng-jik | Kim Hyŏng-jik |               |               | Kang Pan-sok  | Kang Pan-sok  | Kang Pan-sok  | Kang Pan-sok  | Kang Pan-sok | Kang Pan-sok |                 |                 |                 |                 |                 |                 |             |             |              |              |              |              |              |              |
|                |                |                |                |                |                |              |              |              |              |              |              |              |              |              |              |              |              |             |             |               |               |               |               |               |               |              |              |              |              |              |              |              |              |               |               |               |               |               |               |               |               |               |               |               |               |              |              |                 |                 |                 |                 |                 |                 |             |             |              |              |              |              |              |              |
|                |                |                |                |                |                |              |              |              |              |              |              |              |              |              |              |              |              |             |             |               |               |               |               |               |               |              |              |              |              |              |              |              |              |               |               |               |               |               |               |               |               |               |               |               |               |              |              |                 |                 |                 |                 |                 |                 |             |             |              |              |              |              |              |              |
|                |                |                |                |                |                |              |              |              |              |              |              |              |              |              |              |              |              |             |             |               |               |               |               |               |               |              |              |              |              | Kim Jong-suk | Kim Jong-suk | Kim Jong-suk | Kim Jong-suk | Kim Jong-suk  | Kim Jong-suk  |               |               | Kim Il-sung   | Kim Il-sung   | Kim Il-sung   | Kim Il-sung   | Kim Il-sung   | Kim Il-sung   |               |               | Kim Sŏng-ae  | Kim Sŏng-ae  | Kim Sŏng-ae     | Kim Sŏng-ae     | Kim Sŏng-ae     | Kim Sŏng-ae     |                 |                 | Kim Yong-ju | Kim Yong-ju | Kim Yong-ju  | Kim Yong-ju  | Kim Yong-ju  | Kim Yong-ju  |              |              |
|                |                |                |                |                |                |              |              |              |              |              |              |              |              |              |              |              |              |             |             |               |               |               |               |               |               |              |              |              |              | Kim Jong-suk | Kim Jong-suk | Kim Jong-suk | Kim Jong-suk | Kim Jong-suk  | Kim Jong-suk  |               |               | Kim Il-sung   | Kim Il-sung   | Kim Il-sung   | Kim Il-sung   | Kim Il-sung   | Kim Il-sung   |               |               | Kim Sŏng-ae  | Kim Sŏng-ae  | Kim Sŏng-ae     | Kim Sŏng-ae     | Kim Sŏng-ae     | Kim Sŏng-ae     |                 |                 | Kim Yong-ju | Kim Yong-ju | Kim Yong-ju  | Kim Yong-ju  | Kim Yong-ju  | Kim Yong-ju  |              |              |
|                |                |                |                |                |                |              |              |              |              |              |              |              |              |              |              |              |              |             |             |               |               |               |               |               |               |              |              |              |              |              |              |              |              |               |               |               |               |               |               |               |               |               |               |               |               |              |              |                 |                 |                 |                 |                 |                 |             |             |              |              |              |              |              |              |
|                |                |                |                |                |                |              |              |              |              |              |              |              |              |              |              |              |              |             |             |               |               |               |               |               |               |              |              |              |              |              |              |              |              |               |               |               |               |               |               |               |               |               |               |               |               |              |              |                 |                 |                 |                 |                 |                 |             |             |              |              |              |              |              |              |
|                |                |                |                |                |                |              |              |              |              |              |              |              |              |              |              |              |              |             |             |               |               |               |               |               |               |              |              |              |              |              |              |              |              |               |               |               |               |               |               |               |               |               |               |               |               |              |              |                 |                 |                 |                 |                 |                 |             |             |              |              |              |              |              |              |
|                |                |                |                |                |                |              |              |              |              |              |              |              |              |              |              |              |              |             |             |               |               |               |               |               |               |              |              |              |              |              |              |              |              |               |               |               |               |               |               |               |               |               |               |               |               |              |              |                 |                 |                 |                 |                 |                 |             |             |              |              |              |              |              |              |
| Kim Young-sook | Kim Young-sook | Kim Young-sook | Kim Young-sook | Kim Young-sook | Kim Young-sook |              |              | Song Hye-rim | Song Hye-rim | Song Hye-rim | Song Hye-rim | Song Hye-rim | Song Hye-rim |              |              | Kim Jong-il  | Kim Jong-il  | Kim Jong-il | Kim Jong-il | Kim Jong-il   | Kim Jong-il   |               |               | Ko Young-hee  | Ko Young-hee  | Ko Young-hee | Ko Young-hee | Ko Young-hee | Ko Young-hee |              |              | Kim Ok       | Kim Ok       | Kim Ok        | Kim Ok        | Kim Ok        | Kim Ok        |               |               | Kim Kyong-hui | Kim Kyong-hui | Kim Kyong-hui | Kim Kyong-hui | Kim Kyong-hui | Kim Kyong-hui |              |              | Jang Song-thaek | Jang Song-thaek | Jang Song-thaek | Jang Song-thaek | Jang Song-thaek | Jang Song-thaek |             |             | Kim Pyong-il | Kim Pyong-il | Kim Pyong-il | Kim Pyong-il | Kim Pyong-il | Kim Pyong-il |
| Kim Young-sook | Kim Young-sook | Kim Young-sook | Kim Young-sook | Kim Young-sook | Kim Young-sook |              |              | Song Hye-rim | Song Hye-rim | Song Hye-rim | Song Hye-rim | Song Hye-rim | Song Hye-rim |              |              | Kim Jong-il  | Kim Jong-il  | Kim Jong-il | Kim Jong-il | Kim Jong-il   | Kim Jong-il   |               |               | Ko Young-hee  | Ko Young-hee  | Ko Young-hee | Ko Young-hee | Ko Young-hee | Ko Young-hee |              |              | Kim Ok       | Kim Ok       | Kim Ok        | Kim Ok        | Kim Ok        | Kim Ok        |               |               | Kim Kyong-hui | Kim Kyong-hui | Kim Kyong-hui | Kim Kyong-hui | Kim Kyong-hui | Kim Kyong-hui |              |              | Jang Song-thaek | Jang Song-thaek | Jang Song-thaek | Jang Song-thaek | Jang Song-thaek | Jang Song-thaek |             |             | Kim Pyong-il | Kim Pyong-il | Kim Pyong-il | Kim Pyong-il | Kim Pyong-il | Kim Pyong-il |
|                |                |                |                |                |                |              |              |              |              |              |              |              |              |              |              |              |              |             |             |               |               |               |               |               |               |              |              |              |              |              |              |              |              |               |               |               |               |               |               |               |               |               |               |               |               |              |              |                 |                 |                 |                 |                 |                 |             |             |              |              |              |              |              |              |
|                |                |                |                |                |                |              |              |              |              |              |              |              |              |              |              |              |              |             |             |               |               |               |               |               |               |              |              |              |              |              |              |              |              |               |               |               |               |               |               |               |               |               |               |               |               |              |              |                 |                 |                 |                 |                 |                 |             |             |              |              |              |              |              |              |
|                |                |                |                | Kim Sul-song   | Kim Sul-song   | Kim Sul-song | Kim Sul-song | Kim Sul-song | Kim Sul-song |              |              | Kim Jong-nam | Kim Jong-nam | Kim Jong-nam | Kim Jong-nam | Kim Jong-nam | Kim Jong-nam |             |             | Kim Jong-chul | Kim Jong-chul | Kim Jong-chul | Kim Jong-chul | Kim Jong-chul | Kim Jong-chul |              |              | Kim Jong-un  | Kim Jong-un  | Kim Jong-un  | Kim Jong-un  | Kim Jong-un  | Kim Jong-un  |               |               | Kim Yo-jong   | Kim Yo-jong   | Kim Yo-jong   | Kim Yo-jong   | Kim Yo-jong   | Kim Yo-jong   |               |               |               |               |              |              |                 |                 |                 |                 |                 |                 |             |             |              |              |              |              |              |              |
|                |                |                |                | Kim Sul-song   | Kim Sul-song   | Kim Sul-song | Kim Sul-song | Kim Sul-song | Kim Sul-song |              |              | Kim Jong-nam | Kim Jong-nam | Kim Jong-nam | Kim Jong-nam | Kim Jong-nam | Kim Jong-nam |             |             | Kim Jong-chul | Kim Jong-chul | Kim Jong-chul | Kim Jong-chul | Kim Jong-chul | Kim Jong-chul |              |              | Kim Jong-un  | Kim Jong-un  | Kim Jong-un  | Kim Jong-un  | Kim Jong-un  | Kim Jong-un  |               |               | Kim Yo-jong   | Kim Yo-jong   | Kim Yo-jong   | Kim Yo-jong   | Kim Yo-jong   | Kim Yo-jong   |               |               |               |               |              |              |                 |                 |                 |                 |                 |                 |             |             |              |              |              |              |              |              |
|                |                |                |                |                |                |              |              |              |              |              |              | Kim Han-sol  |              |              |              |              |              |             |             |               |               |               |               |               |               |              |              |              |              |              |              |              |              |               |               |               |               |               |               |               |               |               |               |               |               |              |              |                 |                 |                 |                 |                 |                 |             |             |              |              |              |              |              |              |